# Предельное множество
Предельное множество — математическое понятие, означающее множество состояний, которое достигает математический объект, зависящий от времени (например, динамическая система), через бесконечный интервал времени. Другими словами, это множество состояний, к которым объект неограниченно приближается при неограниченном возрастании (или убывании) времени.

## В теории динамических систем
Пусть {\displaystyle x=\varphi (t)} — траектория векторного поля (динамической системы) с фазовым пространством X. Точка {\displaystyle x_{*}\in X} называется ω-предельной (α-предельной) точкой этой траектории, если существует последовательность {\displaystyle t_{n}\to +\infty } (соответственно, {\displaystyle t_{n}\to -\infty }) такая, что {\displaystyle \varphi (t_{n})\to x_{*}}. Соответственно, α-предельным (ω-предельным) множеством этой траектории называется множество, состоящее из всех её α-предельных (ω-предельных) точек.
Теорема. Как α-предельное, так и ω-предельное множество являются инвариантными и замкнутыми множествами.